# میرزا علیقلی خویی
میرزا علیقلی خویی، هنرمند فعال در تصویرگری کتاب‌های مصور چاپ سنگی است. وی از اولین هنرمندانی است که آثارش با نام خود قابل شناسایی است. این آثار نه تنها کاملاً اصیل و جذاب هستند، بلکه به واسطهٔ یک سلسله ویژگی، منحصر به فرد شناخته می‌شود.

## آثار

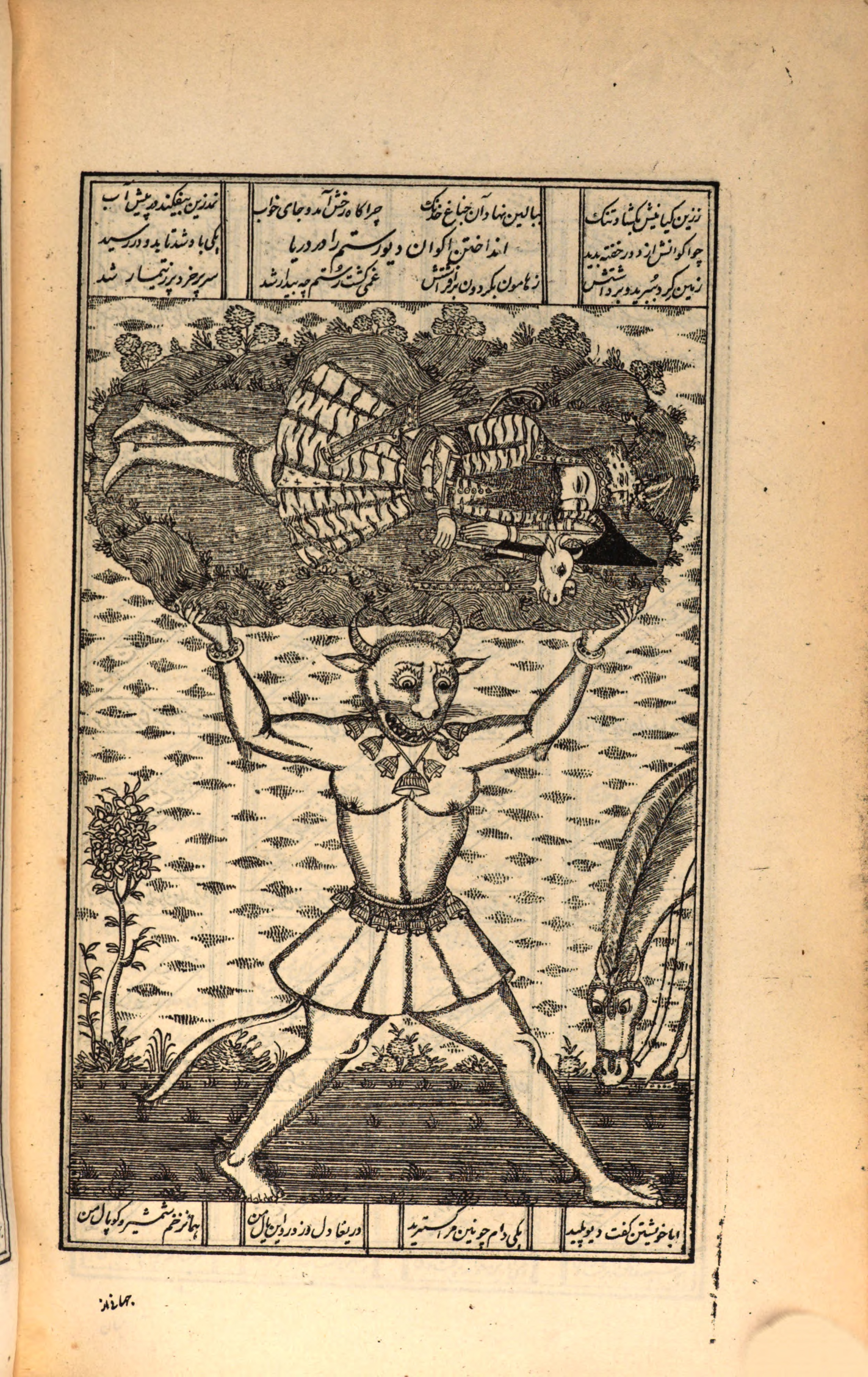
شاهنامه چاپ سنگی به تصویرگری میرزاعلی خویی، ۱۲۶۷ ه.ق

از نمونه کتاب‌های درخشانی که رقم میرزا علیقلی خویی را داراست می‌توان به: طوفان البکا، عجایب المخلوقات، چهل طوطی، حمله حیدری، هزار و یک شب، روضه الصفا اشاره نمود.این کتاب‌ها بیش از ۱۲۰۰ تصویر را شامل می‌شود که کوچکترین آن‌ها در اندازه یک تکبر و بزرگترین آن به اندازه یک صفحه کامل رسم شده‌است. 
بیشتر روزنامه سال‌های اولیه در دوران قاجار، توسط میرزا علیقلی خویی ترسیم شده‌است. نمونه ای که به اواخر فعالیت او مربوط می‌شود، صفحه اول روزنامه وقایع اتفاقیه است که یا نشان شیر و خورشید مزین شده‌است. حال اینکه نکته ای این نظر را تقویت می‌کند، از نظر سبک تصویر شیرهای صفحه اول این روزنامه با شیرهای تصویر شده توسط میرزا علیقلی خویی در ده جلد روضه الصفا مشابهت دارد. سلسه کتاب‌هایی که بالغ بر ۳۰ عدد است و در طول ۱۰سال کار شده و امضای میرزا علیقلی خویی را دارد.

## سبک‌شناسی
میرزا علیقلی خویی جوانی اش را در تبریز گذرانید جایی که قبل از انتقال چاپخانه‌های بزرگ به تهران، امکان چاپ سنگی در آن وجود داشت. با توجه به شواهد موجود در سبک او می‌توان تصور کرد که وی از آموزش منظمی برخوردار بوده‌است. خمسه نظامی نسخه سال ۱۲۶۴ قمری نشان می‌دهد که او استاد بلامنازع تصویرسازی چاپ سنگی در زمان خویش بوده‌است. وی در تصویرسازی دقیق، از جزئیات حالات انسان‌ها چه در صورت و چه در حرکت صاحب سبک است. انسان‌های زیبا همیشه به صورت سه رخ ترسیم می‌شوند در حالی که افراد زشت و پیرزن‌ها از نیم رخ به تصویر کشیده می‌شوند. در حالی که چهره اشخاص معمولاً در حالتی یکسان ترسیم می‌شوند، احساس‌های آنان با استفاده از حرکات بدن نشان داده می‌شوند. محمدعلی کریم زاده تبریزی، میرزا علیقلی خویی را ساده کار اما خوش دست می‌داند.